# Тессониер
Тессониер (фр. de La Teyssonnière) — дворянский род.
Шевалье де ла Тессониер, Флигель-адъютант светлейшего князя Г. А. Потемкина-Таврического, жалован 31.03.1781 императрицей Екатериной II дипломом на потомственное дворянское достоинство Российской империи.

## Описание герба
Щит разделён в красном поле на три золотые зубца и увенчан обыкновенным дворянским шлемом, над которым видны распростёртые орлиные крылья.
Намёт на щите красный с золотом. Герб де ла Тессиониера внесён в Часть 14 Сборника дипломных гербов Российского Дворянства, не внесённых в Общий Гербовник, стр. 22.